# Alexander II van Schotland
Alexander II (Haddington (East Lothian), 24 augustus 1198 - Kerrera (Binnen-Hebriden), 6 juli 1249) was de zoon van Willem I en Ermengarde van Baumont.
Hij werd geboren in Haddington, East Lothian. Hij was koning van Schotland vanaf de dood van zijn vader, 4 december 1214, tot zijn eigen dood op 6 juli 1249. Alexander huwde in 1221 met Johanna van Engeland (1210-1238), oudste dochter van Jan zonder Land maar zij hadden geen kinderen. Na haar dood hertrouwde hij met Maria van Coucy, een dochter van Enguerrand III van Coucy en in 1241 werd een troonopvolger geboren. Deze was pas acht jaar oud toen de koning verongelukte. De kleine prins volgde onder regentschap op als Alexander III.

## Voorouders
| Voorouders van Alexander II van Schotland | Voorouders van Alexander II van Schotland                                     | Voorouders van Alexander II van Schotland                                     | Voorouders van Alexander II van Schotland                                  | Voorouders van Alexander II van Schotland                                  | Voorouders van Alexander II van Schotland                               | Voorouders van Alexander II van Schotland                               | Voorouders van Alexander II van Schotland                               | Voorouders van Alexander II van Schotland                               |
| ----------------------------------------- | ----------------------------------------------------------------------------- | ----------------------------------------------------------------------------- | -------------------------------------------------------------------------- | -------------------------------------------------------------------------- | ----------------------------------------------------------------------- | ----------------------------------------------------------------------- | ----------------------------------------------------------------------- | ----------------------------------------------------------------------- |
| Overgrootouders                           | David I van Schotland (1084-1153) ∞ 1109 Maud van Northumbria (ca. 1073–1131) | David I van Schotland (1084-1153) ∞ 1109 Maud van Northumbria (ca. 1073–1131) | Willem II van Warenne (1070-1138) ∞ Isabella van Vermandois (ca.1081-1131) | Willem II van Warenne (1070-1138) ∞ Isabella van Vermandois (ca.1081-1131) | Roscelin Beaumont-au-Maine (1134-1191) ∞ Constance FitzRoy (-)          | Roscelin Beaumont-au-Maine (1134-1191) ∞ Constance FitzRoy (-)          | ? (-) ∞ ? (-)                                                           | ? (-) ∞ ? (-)                                                           |
| Grootouders                               | Hendrik van Schotland (1114-1152) ∞ 1109 Ada de Warenne (ca. 1125–1178)       | Hendrik van Schotland (1114-1152) ∞ 1109 Ada de Warenne (ca. 1125–1178)       | Hendrik van Schotland (1114-1152) ∞ 1109 Ada de Warenne (ca. 1125–1178)    | Hendrik van Schotland (1114-1152) ∞ 1109 Ada de Warenne (ca. 1125–1178)    | Richard I de Beaumont-au-Maine (-1199) ∞ Luce de Laigle (-1217)         | Richard I de Beaumont-au-Maine (-1199) ∞ Luce de Laigle (-1217)         | Richard I de Beaumont-au-Maine (-1199) ∞ Luce de Laigle (-1217)         | Richard I de Beaumont-au-Maine (-1199) ∞ Luce de Laigle (-1217)         |
| Ouders                                    | Willem I van Schotland (1142–1214) ∞ Ermengarde de Beaumont (1170-1234)       | Willem I van Schotland (1142–1214) ∞ Ermengarde de Beaumont (1170-1234)       | Willem I van Schotland (1142–1214) ∞ Ermengarde de Beaumont (1170-1234)    | Willem I van Schotland (1142–1214) ∞ Ermengarde de Beaumont (1170-1234)    | Willem I van Schotland (1142–1214) ∞ Ermengarde de Beaumont (1170-1234) | Willem I van Schotland (1142–1214) ∞ Ermengarde de Beaumont (1170-1234) | Willem I van Schotland (1142–1214) ∞ Ermengarde de Beaumont (1170-1234) | Willem I van Schotland (1142–1214) ∞ Ermengarde de Beaumont (1170-1234) |
| Alexander II van Schotland (1189-1249)    |                                                                               |                                                                               |                                                                            |                                                                            |                                                                         |                                                                         |                                                                         |                                                                         |

- Bibsys: 5051238
- Gemeinsame Normdatei: 13007652X
- International Standard Name Identifier: 0000 0000 5026 9754
- Library of Congress Control Number: n2005008287
- Nationale Bibliotheek van Israël: 987007325523905171
- Nederlandse Thesaurus van Auteursnamen: 274516829
- LIBRIS: 317367
- Système universitaire de documentation: 091388341
- Virtual International Authority File: 1109001
- WorldCat: E39PBJdh4HQhK9WbtRGC8jjgrq